# Pacific Cup 1997 (rugby league)
El Pacific Cup 1997 fue la octava edición del torneo de rugby league para las selecciones más fuertes de Oceanía.
El torneo se disputó en Auckland, Nueva Zelanda.

## Posiciones
| Pos. | Equipo             | Encuentros | Encuentros | Encuentros | Encuentros | Tantos  | Tantos    | Tantos     | Puntos |
| Pos. | Equipo             | jugados    | ganados    | empatados  | perdidos   | a favor | en contra | diferencia | Puntos |
| ---- | ------------------ | ---------- | ---------- | ---------- | ---------- | ------- | --------- | ---------- | ------ |
| 1    | Maorí              | 3          | 3          | 0          | 0          | 112     | 28        | + 84       | 6      |
| 2    | Nueva Zelanda      | 3          | 3          | 0          | 0          | 99      | 30        | + 69       | 6      |
| 3    | Papúa Nueva Guinea | 3          | 1          | 0          | 2          | 58      | 67        | - 9        | 2      |
| 4    | Islas Cook         | 3          | 1          | 0          | 2          | 36      | 94        | - 58       | 2      |
| 5    | Fiyi               | 3          | 0          | 1          | 2          | 40      | 68        | - 28       | 1      |
| 6    | Tonga              | 3          | 0          | 1          | 2          | 34      | 92        | - 58       | 1      |

Nota: se otorgan 2 puntos al equipo que gane un partido, 1 al que empate y 0 al que pierda

## Fase Final

### Quinto puesto
| 18 de mayo de 1997 | Fiyi | 22 - 20 | Tonga | Carlaw Park, Auckland |  |

### Tercer puesto
| 18 de mayo de 1997 | Papúa Nueva Guinea | 38 - 14 | Islas Cook | Carlaw Park, Auckland |  |

### Final
| 18 de mayo de 1997 | Maorí | 20 - 15 | Nueva Zelanda | Carlaw Park, Auckland |  |